# 조태관
재스퍼 조(Jasper Cho, 한국어 이름: 조태관(趙泰寬), 1986년 2월 12일 ~ )는 한국계 캐나다인 배우 겸 아트 디렉터이며 기업가이다. 탤런트 최수종의 외조카이다.

## 이력
2007년 캐나다에서 뮤지컬배우 첫 데뷔를 하였으며 이후 노혜리라는 대한민국 여성과 결혼하였다.

## 학력
- 캐나다 퀘벡 스탠스테드 고등학교 졸업
- 캐나다 오크빌 셰리던 실무예술전문대학 전문학사
- 캐나다 토론토 대학교 학사
- 영국 팰머스 대학교 대학원 예술 전공 석사

## 출연작

### 연극
- 《운빨로맨스》 - 주연 제택후 역 (2019년-2020년)

### 뮤지컬
- 《사운드 오브 뮤직》 (2007년)
- 《한여름밤의 크리스마스》 (2008년)
- 《에비타》 (2009년)

### 드라마
- 《태양의 후예》 (2016년, KBS2) - 다니엘 스펜서 역
- 《죽어야 사는 남자》 (2017년, MBC) - 압달라 무함마드 왈리왈라 역
- 《내 뒤에 테리우스》 (2018년, MBC) - 케이 역
- 《스타트업》 (2020년, tvN) - 알렉스 권 역
- 《달이 뜨는 강》 (2021년, KBS2) - 월광 역
- 《모범형사 2》 (2022년, JTBC) - 마이클 차 역
- 《가면의 여왕》 (2023년, 채널A) - 기도식 역
- 《삼식이 삼촌》 (2024년, Disney+) - 마이클 정 역

### 영화
- 《사자》 (2019년) - 케빈 김 역
- 《얼티밋 오빠》 (2023년) - 주연 문시우 역
- 《빛과 몸》 (2024년) - 주연 조셉 역

### 방송
- 《슈퍼스타K 6》 (2014년, Mnet)
- 《해피투게더 3》 (2016년, KBS2)
- 《문제적 남자》 (2016년, tvN)
- 《보컬 전쟁: 신의 목소리》 (2016년, SBS)
- 《라디오스타》 (2017년, MBC)

## 수상 및 후보
| 연도 | 시상식           | 부문                       | 작품            | 결과 |
| ---- | ---------------- | -------------------------- | --------------- | ---- |
| 2018 | MBC 방송연예대상 | 버라이어티부문 남자 신인상 | 일밤 - 궁민남편 | 후보 |
| 2018 | 아시아모델어워즈 | 연기자부문 남자 뉴스타상   |                 | 수상 |

## 가족 관계
- 아버지 : 조하문 (1959년 12월 24일 ~ )
- 어머니 : 최지원 (1961년 ~ )
- 동생 : 조경관